# 이준구 가옥
가회동 이준구 가옥(嘉會洞 李俊九 家屋)은 서울특별시 종로구 가회동 북촌 한옥마을 골목 언덕 위에 위치한 가옥이다. 1991년 5월 28일 서울특별시의 문화재자료 제2호 이준구 가옥으로 지정되었다가, 이후 현재의 명칭으로 변경되었다.

## 개요
1938년경 세운 2층 양옥 형태의 집이다. 개화기 때 상류층 가옥으로서 질 좋은 부재를 사용하였다. 벽체는 돌을 벽돌식으로 모양을 내어 쌓았고 지붕은 프랑스 기와를 이용한 것이라고 하는데 뾰족지붕이다. 출입문은 윗부분을 무지개 모양의 아치형으로 꾸몄고, 건물 여러 군데에 격자무늬 창을 냈다.
60여년의 세월이 지났어도 현대 건축물에 뒤지지 않는 세련미를 보이고 있다.

## 특징
높은 석축 위에 세워진 이 가옥은 약간 동쪽으로 틀어 남향을 하였다. 대지의 동남쪽에 위치한 대문을 들어서면 계단이 나오고, 이 계단을 오르면 서북쪽으로 몸채가 자리잡았고, 몸채의 동쪽과 서쪽으로는 각각 석등과 석탑이 있는 넓은 정원이 조성되었다. 건물은 2층 규모이고, 현관은 건물 정면 중앙에 내었으며, 박공지붕 아래에도 방이 있다. 개성 송악의 신돌인 화강암과 프랑스 기와를 사용한 점이 특징이다. 일제강점기에 세워진 이른바 '개화기' 상류계층의 양옥으로 설계자는 확인되지 않는다. 정원수와 석탑 등이 설치되어 있으며 보존상태가 양호하다.

## 같이 보기
- 북촌 한옥마을